# Herman Treschow Gartner
Herman Treschow Gartner, född 25 oktober 1785 på St. Thomas, död 4 april 1827 i Köpenhamn, var en dansk kirurg och anatom.
Gartner kom tio år gammal till Köpenhamn och dimitterades 1803 från Herlufsholms skola; 1807 var han kandidat på Frederiks Hospital, och 1808 tog han kirurgisk examen. Efter att en tid ha varit kandidat på Almindelig Hospital och amanuens hos Frederik Christian Winsløw, blev han 1809 först regementskirurg i den norska armén och därefter förordnad fysikus i Bratsberg amt. År 1810 återvände han till Köpenhamn, studerade 1811–12 medicin i London och Edinburgh och blev därefter förordnad distriktskirurg i Nedenes amt med bostad i Arendal. År 1815 tog han medicine doktorsgrad i Köpenhamn på en avhandling om bråck och återvände därefter till Arendal, men bosatte sig ett par år senare i Köpenhamn som praktiserande läkare. År 1824 blev han regementskirurg vid själländska jägarkåren och 1825 vid kungliga livgardena. År 1826 företog han en studieresa till Paris och London. 
År 1822 tilldelades han Videnskabernes Selskabs silvermedalj för en anatomisk beskrivning av ett glandulöst organ (de Gartnerska gångarna), som finns längs livmodern hos några djurarter, och som för första gången beskrevs noggrant av honom, även om redan Marcello Malpighi hade observerat det. Det är en fetal bildning utan större funktionell betydelse i senare liv, men påvisandet av detta gav Gartner en ganska framträdande plats bland dåtidens talrika komparativa anatomer.